# Lucas Martínez Quarta
Lucas Martínez Quarta (Buenos Aires, 1996. május 10. –) argentin válogatott labdarúgó, az olasz Fiorentina hátvédje.

## Pályafutása

### Klubcsapatokban
Martínez szülőhazájában, Argentínában a CA River Plate akadémiáján tanulta meg a labdarúgás alapjait. 2016. november 12-én mutatkozott be a felnőttek között. 2018-ban a klubbal megnyerte a Copa Libertadorest, illetve 2019-ben pedig a Recopa Sudamericanat.
2020. október 5-én bejelentették, hogy az olasz Serie A-ban szereplő Fiorentina csapatához igazol, ahol egy 5 éves kontraktust írt alá.

### A válogatottban
2019. szeptember 5-én mutatkozott be az argentin felnőtt válogatottban egy barátságos mérkőzésen Chile ellen. A mérkőzésen kezdő volt és a teljes 90. percet végigjátszotta.

## Statisztikái

### Klubcsapatokban
2020. május 26-án frissítve.
| Klub             | Szezon           | Liga                | Liga  | Liga | Kupa  | Kupa | Ligakupa | Ligakupa | Nemzetközi | Nemzetközi | Egyéb | Egyéb | Összesen | Összesen |
| Klub             | Szezon           | Bajnokság           | Mérk. | Gól  | Mérk. | Gól  | Mérk.    | Gól      | Mérk.      | Gól        | Mérk. | Gól   | Mérk.    | Gól      |
| ---------------- | ---------------- | ------------------- | ----- | ---- | ----- | ---- | -------- | -------- | ---------- | ---------- | ----- | ----- | -------- | -------- |
| River Plate      | 2016–17          | Argentin Szuperliga | 19    | 1    | 2     | 0    | —        | —        | 4          | 2          | 0     | 0     | 25       | 3        |
| River Plate      | 2017–18          | Argentin Szuperliga | 9     | 0    | 2     | 1    | —        | —        | 4          | 0          | 1     | 0     | 16       | 1        |
| River Plate      | 2018–19          | Argentin Szuperliga | 17    | 1    | 5     | 0    | —        | —        | 12         | 1          | 5     | 0     | 39       | 2        |
| River Plate      | 2019–20          | Argentin Szuperliga | 19    | 0    | 0     | 0    | —        | —        | 4          | 0          | —     | —     | 23       | 0        |
| River Plate      | Összesen         | Összesen            | 64    | 2    | 9     | 1    | —        | —        | 24         | 3          | 6     | 0     | 103      | 6        |
| Fiorentina       | 2020–21          | Serie A             | 0     | 0    | 0     | 0    | —        | —        | —          | —          | —     | —     | 0        | 0        |
| Fiorentina       | Összesen         | Összesen            | 0     | 0    | 0     | 0    | —        | —        | 0          | 0          | 0     | 0     | 0        | 0        |
| Karrier összesen | Karrier összesen | Karrier összesen    | 64    | 2    | 9     | 1    | 0        | 0        | 24         | 3          | 6     | 0     | 103      | 6        |

### A válogatottban
2020. október 9-én frissítve.
| Nemzet    | Év       | Mérkőzés | Gól |
| --------- | -------- | -------- | --- |
| Argentína | 2019     | 2        | 0   |
| Argentína | 2020     | 1        | 0   |
| Összesen  | Összesen | 3        | 0   |

## Sikerei, díjai

### Klubcsapatokban
River Plate
- Argentin kupa: 2017, 2019
- Argentin szuperkupa: 2019
- Copa Libertadores: 2018
- Recopa Sudamericana: 2019

### Válogatottban
Argentína
- Copa América: 2021